# Alexandre Strougovchtchikov
Alexandre Nikolaïevitch Strougovchtchikov (Александр Николаевич Струговщико́в), né le 31 décembre 1808/12 janvier 1809 à Memel et mort le 26 décembre 1878/7 janvier 1879 à Saint-Pétersbourg, est un poète et traducteur russe.

## Biographie
Alexandre Strougovchtchikov descend d'une famille de la noblesse de la fonction publique; il est le fils de Nikolaï Stepanovitch Strougovchtchikov qui meurt lorsqu'il n'a pas encore deux ans et le petit-fils de Stepan Borissovitch Strougovchtchikov (1738-1804), premier directeur des écoles populaires pour le gouvernement de Saint-Pétersbourg. Ses oncles paternels, Alexandre, Dmitri et Ivan, s'occupent de son éducation. Il est élève de la pension Collins à Saint-Pétersbourg, puis passe un an en Allemagne. De 1823 à 1827, il étudie à la pension de la noblesse auprès de l'Université de Saint-Pétersbourg. En 1827-1828, il voyage en Allemagne et rend visite à Goethe à Weimar.
Il entre dans la fonction publique en 1828; d'abord à la chancellerie du ministère de l'instruction populaire, puis au département du commerce intérieur du ministère des finances (jusqu'en 1835). En 1836, il entre au service du ministère de la guerre; à partir de 1843 il travaille pendant vingt-cinq ans au département de l'approvisionnement. Il participe à la rédaction du Code des lois militaires (1843), du Code des règlements militaires (1857, 1861). Il prend sa retraite en 1868 au rang de conseiller secret.
Il était l'époux d'Anna Alexandrovna née Katchalova dont il eut six enfants.

## Carrière littéraire
Strougovchtchikov fait la connaissance en 1829 de Pouchkine. Après sa première publication, une traduction des poèmes de Goethe, Le Chanteur (1834), il s'approche du cercle de Koukolnik et de Glinka (Glinka lui dédie sa romance L'Alouette). Il participe aux matinées de Kraïevski, et lui même tient un salon chez lui consacré à la littérature et à la musique. En 1840-1841, il publie le Journal des arts.
En 1840, il publie sa traduction des Élégies romaines de Goethe, en 1845 les Poèmes d'Alexandre Strougochtchikov, empruntés à Goethe et Schiller, où entrent certains de ses propres vers. Sa traduction de Faust qui lui avait pris dix ans paraît en 1856 dans Le Contemporain à l'initiative de Tchernychevski. Après cela, il publie peu.
Ses travaux portent surtout sur l'œuvre de Schiller et Goethe (dont Faust et Les Souffrances du jeune Werther) dont Biélinski « se délectait ».
Il est quelque temps rédacteur officiel de la revue Le Bibliographe qui ne sort que trois numéros ; mais le rédacteur de fait est Negrescoul. Il laisse des souvenirs sur Glinka et Mayer.
Dans l'histoire de la culture russe, son texte du chant de Méphistophélès à propos de la  puce, mis en musique par Moussorgski, bénéficie d'une grande notoriété (Le Chant de la puce). Son portrait a été peint par Karl Brioullov, en 1840.